# Louis Variara
Louis Variara (Viarigi, 15 janvier 1875 - Cúcuta, 1er février 1923) est un religieux salésien italien, fondateur des Filles des Sacrés Cœurs de Jésus et de Marie et reconnu bienheureux par l'Église catholique.
Il est commémoré le 1 février selon le Martyrologe romain, et le 15 janvier par la Famille Salésienne.

## Biographie
Il est né le 15 janvier 1875 à Viarigi dans une famille profondément chrétienne. Son père qui avait entendu Don Bosco prêcher une mission en 1856 décide d'emmener Louis poursuivre ses études chez les salésiens à Turin. Lorsqu'il finit le lycée, il demande à être salésien et entre au noviciat le 17 août 1891 et prononce ses vœux religieux des mains de Michel Rua, successeur de Don Bosco. Il fait ses études de philosophie au lycée salésien du Valsalice (Turin), où il rencontre André Beltrami, et reste impressionné par la joie avec laquelle Beltrami fait face aux souffrances de sa maladie.
En mai 1894, Turin reçoit la visite de Don Unia, un salésien qui soigne les lépreux à Agua de Dios en Colombie ; il est malade et fatigué et sentant sa fin proche, il est venu en Italie pour chercher des jeunes pour prendre sa relève. Louis, qui désire ardemment partir en Colombie, confie cette intention à la Vierge et débute une neuvaine. Au début de celle-ci, Don Unia se rend à Valsalice pour choisir un missionnaire et parmi les 188 clercs, il choisit Variara.
Après un long périple, ils arrivent à destination le 6 août 1894. Le lazaret comprend 2 000 habitants dont 800 lépreux. Trois salésiens travaillent auprès des malades, Don Unia, Don Raphaël Crippa qui deviendra l'ami et le confident de Don Louis, et le salésien laïc Jean Lusso. Depuis deux ans, les sœurs de la Charité dominicaines de la Présentation servent à l'hôpital où sont soignés les cas les plus graves, et se consacrent aux filles malades et en bonne santé. À l'époque, celui qui est infecté par la lèpre est isolé pour toujours. Même ceux qui guérissent, même les enfants sains des lépreux, ne sont presque jamais réadmis dans la société. Avant l'arrivée de Don Unia, l'alcoolisme était une condition normale, les suicides très fréquents ; mais à l'arrivée de Louis, l'endroit possède des boutiques, une église, une école, un dispensaire, un centre social géré par les lépreux eux-mêmes.
Doté de compétences musicales, Louis organise avec succès un groupe qui crée une ambiance festive.En 1895 Don Unia meurt. Le 24 avril 1898, il est ordonné prêtre, c'est le premier prêtre salésien à être ordonné en Colombie et se révèle bientôt être un excellent directeur spirituel.
Parmi les jeunes filles, lépreuses ou filles de lépreux, il découvre un fort engagement spirituel, au point de dédier entièrement leur vie à Dieu. À l'exemple de Don André Beltrami que Don Variara avait rencontré à Valsalice, il encourage les jeunes à faire de la maladie un apostolat. La 1re qui prononce un vœu de victime au Sacré Cœur de Jésus est Oliva Sanchez, une lépreuse de 30 ans bientôt suivie de Limbania Rojas, également lépreuse. De 1901 à 1904, 23 filles de font un vœu similaire. Louis communique leur initiative et leur règlement à l'archevêque de Bogota, qui l'approuve et les encourage.
Ce sont les derniers mots de réconfort que Don Variara entend. À partir de ce moment, il est calomnié, et forcé de s'éloigner d'Agua de Dios. On l'assigne dans différents lieux : Mosquera, Contratación, Bogota, Barranquilla. En 1921, il est nommé à Táriba, ville du Vénézuéla à la frontière de la Colombie, mais lorsqu'il arrive là-bas, sa santé commence à se détériorer. Un médecin conseille de l'emmener à Cúcuta, espérant que le climat lui soit bénéfique. Malgré cela, son état se détériore et il meurt le 1er février 1923, âgé seulement de 48 ans. En 1964, le pape Paul VI approuve sa congrégation ; en avril 1993, il est reconnu vénérable et le pape Jean-Paul II le proclame bienheureux le 14 avril 2002.